# Mineral (Waszyngton)
Mineral – jednostka osadnicza w Stanach Zjednoczonych, w stanie Waszyngton, w hrabstwie Lewis.